# Liste der ungarischen Meister im Beachhandball
In der Liste der ungarischen Meister im Beachhandball werden alle Mannschaften geführt, die sich auf den drei ersten Rängen bei den Meisterschaftsturnieren (200 bis 2007 als ungarisch A Magyar Köztársaság évi felnőtt bajnoksága, deutsch: Jährliche A-Meisterschaft der Republik Ungarn; seit 2008 ungarisch Nemzeti Bajnokság, deutsch: Nationale Meisterschaft) platzierten. Zudem werden die Mitglieder der Sieger-Mannschaften aufgeführt.
Rekordmeister bei den Frauen ist Multicem Szentendrei NKE, das zwischen 2012 und 2020 unter Trainer János Gróz sechs Titel gewann, zudem gewann das Nachwuchsteam eine Bronzemedaille. Mit fünf Titeln folgen die OVB Beach Girls, die zudem sechs mal Vizemeister und dreimal Dritte waren. Bei den Männern ist der Hír-Sat BHC mit fünf Titeln sowie einer Vizemeisterschaft und zwei dritten Plätzen am erfolgreichsten. Danach folgt Dinamit BHC mit vier Titeln sowie fünf Vizemeisterschaften und einem dritten Rang.

## Eckdaten
| Datum                     | Ort            | Teilnehmerzahl Frauen | Teilnehmerzahl Männer | Sponsorenname                                              |
| ------------------------- | -------------- | --------------------- | --------------------- | ---------------------------------------------------------- |
| 2000, 5.–6. August        | Győr           | 04                    | 04                    | ohne                                                       |
| 2001, 10.–11. August      | Siófok         | 06                    | 06                    | ohne                                                       |
| 2001, 10.–11. August      | Siófok         | 06                    | 06                    | ohne                                                       |
| 2003, 16.–17. August      | Balatonboglár  | 10                    | 10                    | ohne                                                       |
| 2004, 20.–22. August      | Balatonboglár  | 14                    | 14                    | ohne                                                       |
| 2005, 19.–21. August      | Balatonboglár  | 10                    | 10                    | A Magyar Köztársaság „Spar-SunKiss“ évi felnőtt bajnoksága |
| 2006, 18.–20. August      | Balatonboglár  | 16                    | 16                    | ohne                                                       |
| 2007, 17.–19. August      | Balatonboglár  | 08                    | 08                    | ohne                                                       |
| 2008, 14.–16. August      | Balatonboglár  | 08                    | 08                    | OVB Nemzeti Bajnokság                                      |
| 2009, 15.–16. August      | Balatonboglár  | 10                    | 10                    | OVB Nemzeti Bajnokság                                      |
| 2010, 7.–8. August        | Nagyatád       | 10                    | 09                    | OVB Nemzeti Bajnokság                                      |
| 2011, 6.–7. August        | Gyopárosfürdő  | 08                    | 08                    | OVB Nemzeti Bajnokság                                      |
| 2012, 4.–5. August        | Vonyarcvashegy | 12                    | 12                    | OVB Nemzeti Bajnokság                                      |
| 2013, 10.–11. August      | Balatonboglár  | 12                    | 11                    | Borsodi Nemzeti Bajnokság                                  |
| 2014, 9.–10. August       | Balatonboglár  | 10                    | 10                    | ohne                                                       |
| 2015, 8.–9. August        | Balatonboglár  | 10                    | 10                    | ohne                                                       |
| 2016, 6.–7. August        | Balatonboglár  | 10                    | 10                    | ohne                                                       |
| 2017, 5.–6. August        | Balatonboglár  | 12                    | 12                    | ohne                                                       |
| 2018, 4.–5. August        | Balatonboglár  | 12                    | 12                    | ohne                                                       |
| 2019, 2.–4. August        | Bükfürdő       | 12                    | 12                    | ohne                                                       |
| 2020, 1.–2. August        | Salgótarján    | 12                    | 12                    | ohne                                                       |
| 2021, 30. Juli.–1. August | Hajdúnánás     | 12                    | 12                    | ohne                                                       |

## Meistermannschaften der Frauen
| Jahr | Meister                                       | Meistermannschaft | Vizemeister                    | Dritter                      |
| ---- | --------------------------------------------- | --- | ------------------------------ | ---------------------------- |
| 2000 | Emil Frey Autócentrum Budapest                | Viktória Kecskeméthy • Éva Kovács • Andrea Kovács • Katalin Kozma • Tímea Németh • Regina Rádó • Noémi Szabó | Sárszentmihály KK              | Vilmoscicák Budapest         |
| 2001 | Sárszentmihály Bauding                        | Magdolna Bálványosi • Katalin Bokorné Sörös • Annamária Jakab • Gabriella Kerék • Ilona Kocsis • Éva Mayerné Szabó • Eszter Pallag                                                                                      | Emil Frey Autócentrum Budapest | Dunapent Dunaújváros         |
| 2002 | Beach Girls Budapest                          | Barbara Ács • Bernadett Dajnics • Viktória Jakab-Kecskeméthy • Gabriella Juhászné Halmai • Judit Jónás • Ildikó Megyes • Beatrix Szilágyi                                                                               | Ferre Cirk Dunaújváros         | Emil Frey Budapest           |
| 2003 | Rosco 05 Budapest                             | Barbara Balogh • Tünde Böde • Csernova Irina • Andrea Farkas • Zsófia Pásztor • Katalin Radics • Glória Somogyi • Melinda Szélesi                                                                                       | Beach Girls Budapest           | Ferrecirk Dunaújváros        |
| 2004 | Ferrecirk Dunaújváros                         | Anita Györgyné Oblisz • Gabriella Horváth • Erika Nagy • Judit Pavelekné Kovács • Rita Pásztor • Andrea Peterdi • Beatrix Simonné Hingyi • Brigitta Varga                                                               | Beach Girls Budapest           | Diadora Székesfehérvár       |
| 2005 | Ferrecirk Dunaújváros                         | Szilvia Bödör • Anita Györgyné Oblisz • Beatrix Hingyi • Kévés Renáta • Erika Nagy • Judit Pavelekné Kovács • Anna Peterdi • Brigitta Varga                                                                             | Szombathelyi FSE               | Qualisoft Budapest           |
| 2006 | BDF Szombathely                               | Anett Belső • Lívia Bouti • Viktória Földes • Petra Hofbauer • Brigitta Kovács • Nelli Preisz • Szilvia Sulyok • Annamária Suszter • Erika Takács • Katalin Zámolyi                                                     | Nagyatád                       | Beach Girls Budapest         |
| 2007 | Domaszék                                      | Anikó Ábrahám • Beáta Börcsök • Edit Dobó • Mónika Dobó • Krisztina Dobóné Kovács • Márta Gémes • Katalin Hajdú • Henrietta Kliment • Gizella Miklós • Tünde Verbai                                                     | Stone-Boglár                   | Ferrecirk Dunaújváros        |
| 2008 | OVB Beach Girls                               | Barbara Baranyai • Zsuzsanna Bartus • Viktória Benis • Andrea Feldhoffer • Emese Horváth • Krisztina John • Ildikó Szalay • Dóra Tóth                                                                                   | Marcali VSZSE                  | Fleyerz                      |
| 2009 | 2 COOL YA                                     | Klaudia Cziráki • Annamária Fundák • Viktória Gódor • Kinga Kovács • Krisztina Marosi • Rita Marosi • Nóra Mátrai • Alexandra Péti • Réka Schneck                                                                       | Millpress Dunaújváros          | Greek Girls                  |
| 2010 | Dubciduu                                      | Ágnes Hajdú • Kármen Kántor • Nóra Kovács • Bernadett Németh • Cintia Nyilas • Szandra Nyilas • Nikolett Potornai • Fanny Szebellédy • Kornélia Tuza                                                                    | Gumimacik                      | Laza Ladyk                   |
| 2011 | OVB Beach Girls                               | Barbara Ács • Mónika Gyurcsányi • Judit Jónás • Krisztina Sidó • Dóra Szaka-Berkesi • Mónika Szalma • Melinda Szélesi-Kovács • Beatrix Szilágyi                                                                         | 2 COOL YA                      | Sünök                        |
| 2012 | Multicem Szentendrei NKE                      | Bozsana Fekete • Kitti Gróz • Ágnes Győri • Kamilla Kántor • Fruzsina Kretz • Mariann Rovnyai • Dóra Sánta • Krisztina Sidó • Emese Tóth • Fruzsina Zsigmond                                                            | Balatonboglár                  | Marcali VSZSE                |
| 2013 | OVB Beach Girls                               | Mónika Gyurcsányi • Ágnes Hajdú • Beatrix Hingyi • Judit Jónás • Zsófia Kiss • Dóra Szaka-Berkesi • Mónika Szalma • Melinda Szélesi-Kovács • Beatrix Szilágyi                                                           | Győri Strandkézilabda Club     | Szentendrei NKE junior       |
| 2014 | OVB Beach Girls                               | Ágnes Hajdú • Beatrix Hingyi • Dóra Ivanics • Judit Jónás • Réka Katona-Lukács • Kamilla Kántor • Zsófia Kiss • Viktória Orosz • Dóra Szaka-Berkesi • Mónika Szalma • Melinda Szélesi • Nóra Varga                      | Lady Bugs                      | Győri Strandkézilabda Club   |
| 2015 | Multicem Szentendrei NKE                      | Nóra Leila Bozsó • Renáta Csiki • Alexandra Csuka • Fanni Friebesz • Réka Frigyesi • Kitti Gróz • Ágnes Győri • Ágnes Kókai • Fruzsina Kretz • Fanni Szűcs • Emese Tóth • Noémi Virág • Adrienn Zsigmond                | OVB Beach Girls                | Győri Strandkézilabda Club   |
| 2016 | Multicem Szentendrei NKE (als „Agenta Girls“) | Nóra Leila Bozsó • Renáta Csiki • Fanni Friebesz • Réka Frigyesi • Kitti Gróz • Ágnes Kókai • Kata Kövi • Fruzsina Kretz • Réka Sztankovics • Fanni Szűcs • Emese Tóth • Viktória Vígh • Noémi Virág • Adrienn Zsigmond | Lady Bugs                      | OVB Beach Girls              |
| 2017 | Multicem Szentendrei NKE                      | Nóra Leila Bozsó • Renáta Csiki • Bozsana Fekete • Fanni Friebesz • Réka Frigyesi • Kitti Gróz • Ágnes Kókai • Kata Kövi • Fruzsina Kretz • Fanni Szűcs • Emese Tóth • Viktória Vígh                                    | Lady Bugs                      | OVB Beach Girls DVSC-TVP     |
| 2018 | Multicem Szentendrei NKE                      | Nóra Leila Bozsó • Renáta Csiki • Fanni Friebesz • Kitti Gróz • Ágnes Kókai • Rebecca Kovács • Kata Kövi • Fruzsina Kretz • Fanni Szűcs • Emese Tóth • Viktória Vígh • Veronika Vitovszki                               | OVB Beach Girls DVSC           | Lady Bugs                    |
| 2019 | Konzultmed-Lady Bugs                          | Brigitta Andrási • Nóra Leila Bozsó • Alexandra Csuka • Hanna Husti • Vivien Ladics • Klaudia Pintér • Sára Sütő • Krisztina Tóth • Renáta Tóth • Kornélia Tuza                                                         | OVB Beach Girls DVSC           | Salgótarjáni Strandépítők KC |
| 2020 | LV Sport Multichem Szentendrei NKE            | Rebeka Benzsay • Csenge Braun • Tekla Farkas • Fanni Friebesz • Rebecca Kovács • Fruzsina Kretz • Sára Léránt • Réka Rácz • Fanni Szűcs • Emese Tóth • Ramóna Vártok • Patrícia Vígh • Veronika Vitovszki               | OVB Beach Girls                | Konzultmed-Lady Bugs         |
| 2021 | LV Sport Multichem Szentendrei NKE            | Rebeka Benzsay • Tekla Farkas • Fanni Friebesz • Ágnes Kókai • Rebecca Kovács • Sára Léránt • Boglárka Lukovics • Réka Rácz • Fanni Szűcs • Emese Tóth • Krisztina Tóth • Veronika Vitovszki                            | Strandépítők Girls BHT         | OVB Beach Girls              |

## Meistermannschaften der Männer
| Jahr | Meister                        | Meistermannschaft | Vizemeister                   | Dritter                       |
| ---- | ------------------------------ | --- | ----------------------------- | ----------------------------- |
| 2000 | Szondi SE Székesfehérvár       | Csaba Ágh • Zsolt Balogh • Csaba Halmai • Richárd Madácsi • Mihály Mogyorós • Gábor Molnár • Zoltán Molnár • András Pintér                                                                    | Drink Tím Győr                | Four Hands Pécs               |
| 2001 | Szeged6Puttony                 | József Farkas • Mihály Gedó • András Hortobágyi • Ferenc Kamenik • Imre Kis • József Ördögh • István Sándor • Zsolt Szabó • Béla Veszelovszky • András Vajda                                  | Letenye KC                    | Diósgyőr KC                   |
| 2002 | Tanárképző Főiskola Nyíregyház | Tamás Fodor • András Horváth • Attila Lázár • Tibor Lengyel • Róbert Medve • István Ruha • György Simák • Máté Sivadó • Ferenc Türk                                                           | Széchenyi FSE Győr            | Dabasi Dimanit                |
| 2003 | Dorozsma                       | Imre Bessenyei • Iván Kuli • Márkó Mendebaba • István Miksi • István Mikus • András Oszlánczi • József Ördögh • Zoltán Szepes                                                                 | ERIMA Dabas                   | Szuperinfó Keszthely          |
| 2004 | Erima Dabasi Dinamit           | Máté Burik • Péter Kovács • Imre Kuli • Zoltán Németh • Ákos Presinszki • Zsolt Presinszki • Attila Réti • László Szokoli                                                                     | Credit Suisse Budapest        | Letenye KSE                   |
| 2005 | Erima Dabasi Dinamit           | Máté Burik • Zoltán Hímer • Tibor Kálomista • Zoltán Németh • Zsolt Ocsovai • Zsolt Presinszki • Attila Réti • András Strupka • Zsolt Szokoli                                                 | Credit Suisse Budapest        | Speckó Time Balassagyarmat    |
| 2006 | Letenye Hyundai BHT            | József Ambrus • Zsolt Berta • Ferenc Császár • Sándor Gál • István Gulyás • Tamás Hajdú • Zoltán Molnár • Norbert Musits • Attila Prémecz • Péter Szabó • György Zsigmond                     | Erima Dabasi Dinamit          | Salgótarjáni Strandépítők BHC |
| 2007 | AXA Beach Stars Budapest BHC   | Balázs Babicz • Tibor Barabás • Imre Bessenyei • Sándor Boros • Tamás Erős • Gyula Köteles • Endre Szadeczky • Donát Warvasovszky                                                             | Fradi Beach Boyz              | Nynfus Corporation            |
| 2008 | Fradi Beach Boyz               | Lóránt Hódi • Béla Márkus • Gábor Molnár • Gábor Szabó • Norbert Szabó • Ervin Tuba Kovács • Károly Wieszt • Zsolt Wieszt                                                                     | Oszló-Csurgó                  | Csokiskarika                  |
| 2009 | Fradi Beach Boyz               | János Csizmadia • Lóránd Hódi • Béla Márkus • Gábor Molnár • Gábor Szabó • Norbert Szabó • Ádám Szöllősi • Zsolt Tamási • Gábor Zentai                                                        | Balassagyarmat BHC            | Sivatagi Vihar                |
| 2010 | Homokfutók Szeged              | László Berta • Imre Bessenyei • Tamás Fekete Szabó • Vilmos Ignácz • Balázs Kónya • Szabolcs Lázár • Gábor Nagy • István Prezenszki • Zsolt Savanya                                           | Fradi Beach Boyz              | Csokiskarika                  |
| 2011 | Letenye VIG-WORLD SSE          | József Ambrus • Zsolt Berta • Tamás Hajdú • László Kovácsovics • Dániel Kőhalmi • Norbert Musits • László Szaka • Ervin Tuba Kovács                                                           | Balassagyarmat BHC            | Csokiskarika                  |
| 2012 | Happy Hands                    | Dániel Bikkes • Barna Dölles • Levente Gólya • Tamás Koller • Zoltán Matos • Ádám Molnár • Ádám Rakvács • Csaba Rádler • Dávid Tarjányi • Ádám Valkusz                                        | HÍR-SAT BHC Keszthely         | Letenye VIG-WORLD SSE         |
| 2013 | Dabasi Dinamit Boyz            | Gyula Köteles • Máté Menyhárt • György Molnár • László Szaka • Péter Szikra • Szabolcs Szövérdffy • András Trekoványecz • Mihály Tyiskov • Norbert Vitáris • László Zalai                     | Budaörs Beach Stars BHC       | HÍR-SAT Keszthely BHC         |
| 2014 | Dabas Beach Boyz               | Gergő Babiczky • Balázs Csuka • Norbert Duleba • Bence Fodor • István Kecskés • Márk Kovács • Benedek Mádi • Péter Prohászka • Zoltán Soós • János Szandhofer • Gergő Újvári                  | Salgótarjáni Strandépítők BHC | Konecranes BHC                |
| 2015 | Hír-Sat Keszthely BHC          | Ádám Balogh • Tamás Fehér • András John • Bence Kiss • János Kovarszki • Attila Kun • Máté Pásztor • Bence Priczel • János Simigh • Tibor Somogyi • Patrik Vizes • Bence Zakics               | Sivatagi Vihar                | Happy Hands                   |
| 2016 | Orosházi FKSE-Hír Sat          | Ádám Balogh • András John • Attila Kun • Viktor Melnicsuk • Gergő Miklós • Máté Pásztor • Bence Priczel • Adorján Sápi • Benedek Tóth • Patrik Vizes • Bence Zakics                           | Dinamit BHC                   | Salgótarjáni Strandépítők BHC |
| 2017 | Orosháza Linamar Hír-Sat       | Ádám Balogh • Norbert Gyene • András John • Bence Kiss • Viktor Melnicsuk • Máté Pásztor • Bence Priczel • Adorján Sápi • Tibor Somogyi • Benedek Tóth • Patrik Vizes • Bence Zakics          | Salgótarjáni Strandépítők BHC | Budaörs Beach Stars BHC       |
| 2018 | Orosházi FKSE-Linamar          | Ádám Balogh • Norbert Gyene • András John • Bence Kiss • Attila Kun • Máté Pásztor • Bence Priczel • Adorján Sápi • Tibor Somogyi • Roland Tokai • Benedek Tóth • Patrik Vizes • Bence Zakics | Dinamit BHC                   | Budaörs Beach Stars BHC       |
| 2019 | Hír-Sat BHC                    | Ádám Balogh • László Balogh • Norbert Gyene • András John • Bence Kiss • Attila Kun • Bence Priczel • Adorján Sápi • Tibor Somogyi • Roland Tokai • Patrik Vizes • Bence Zakics               | Dinamit BHC                   | Budaörs Beach Stars BHC       |
| 2020 | Dinamit BHC                    | Gergő Ottó Babiczky • Máté Gábori • Tamás Hajdú • Lőrinc Kerekes • László Kovácsovics • Dániel Kőhalmi • László Nahaj • Máté Németh • Zoltán Németh • Ákos Presinszki                         | Budaörs Beach Stars BHC       | Hír-Sat BHC                   |
| 2021 | Hír-Sat BHC                    | Ádám Balogh • Botond Csákay • Ádám Fekete • Róbert Gyene • András John • Bence Kiss • Attila Kun • Balázs Nagy • Bence Priczel • András Sápi • Tibor Somogyi • Patrik Vizes • Bence Zakics    | Fervas BHC                    | Salgótarjáni Strandépítők BHC |